# Néstor Carbonell y Rivero
Néstor Carbonell y Rivero (Güira de Melena, 1884-La Habana, 1966) fue un escritor cubano.

## Biografía
Nació el 4 de mayo de 1884 en el ingenio Reunión, ubicado en el municipio cubano de Güira de Melena. Era hijo de Néstor L. Carbonell y hermano de José Manuel Carbonell y Rivero. Publicó obras como Proceres, biografías (Habana, 1919) y Martí, carne y espíritu (1952), entre otras. Falleció el 30 de junio de 1966 en La Habana.